# Новое Поле (Челябинская область)
Но́вое По́ле — деревня в Сосновском районе Челябинской области. Входит в состав Рощинского сельского поселения.
Через деревню протекает река Миасс, рядом находится Каштакский бор. Ближайшие населённые пункты: деревня Казанцево и посёлок Рощино.

## Население
| 2002 | 2010 | 2021  |
| ---- | ---- | ----- |
| 737  | ↗811 | ↗1230 |

По данным Всероссийской переписи, в 2010 году численность населения деревни составляла 811 человек (390 мужчин и 421 женщина).

## Улицы
Уличная сеть деревни состоит из 13 улиц.